# Jekatierina Gnidienko
Jekatierina Walerjewna Gnidienko, ros. Екатерина Валерьевна Гниденко (ur. 11 grudnia 1992 w Tule) – rosyjska kolarka torowa, wicemistrzyni świata w keirinie.

## Kariera
Pierwszy sukces w karierze Gnidienko osiągnęła w 2009 roku, kiedy na mistrzostwach świata juniorów w Moskwie zdobyła brązowy medal w sprincie drużynowym. W tej samej kategorii wiekowej zdobyła złote medale w sprincie indywidualnym i drużynowym na mistrzostwach Europy w Petersburgu w 2010 roku. Rok później była trzecia na ME w kategorii U-23 w keirinie. W 2012 roku brała udział w mistrzostwach świata w Melbourne, gdzie w keirinie była druga, ulegając tylko Australijce Annie Meares.
W 2016 roku po ponownym przebadaniu próbek z 2008 roku wykryto u Gnidienko środki niedozwolone i w konsekwencji anulowano jego wszystkie wyniki olimpijskie z Pekinu.